# Przemysław Karnowski
Przemysław Marcin Karnowski, né le 8 novembre 1993, à Bydgoszcz, en Pologne, est un joueur international polonais de basket-ball. Il évolue au poste de pivot.

## Carrière
À l'été 2010, il participe avec la Pologne au championnat du monde des 17 ans et moins qui se déroule à Hambourg. La Pologne est battue en finale par les États-Unis. Karnowski, deuxième meilleur rebondeur de la compétition (derrière l'Égyptien Ahmed Hamdy) et troisième meilleur contreur, est nommé dans la meilleure équipe de la compétition avec son coéquipier Mateusz Ponitka, le MVP américain Bradley Beal et son compatriote James McAdoo et le Canadien Kevin Pangos.
À l'été 2011, Karnowski joue le championnat d'Europe des 18 ans et moins qui se tient en Pologne. La Pologne est battue en quart de finale et termine à la 6e place. Karnowski est nommé dans le meilleur cinq de la compétition avec le MVP espagnol Alejandro Abrines Redondo, l'Espagnol Daniel Díez et les Serbes Vasilije Micić et Nenad Miljenović.
Il rejoint l'équipe universitaire américaine des Bulldogs de l'université de Gonzaga en 2012. Karnowski y effectue un cursus de 5 ans (le cursus habituel dure 4 ans mais lourdement blessé au dos, il manque l'année 2015-2016). Lors de la saison 2016-2017, les Bulldogs atteignent la finale du tournoi NCAA 2017 aux côtés de joueurs comme Nigel Williams-Goss, Zach Collins, Rui Hachimura ou Killian Tillie. Au sortir de se formation universitaire, il n'est pas choisi lors de la draft 2017 de la NBA. Il revient alors en Europe où il signe un contrat avec le Bàsquet Club Andorra qui évolue en Liga ACB.
En 2018, il revient en Pologne en s'engageant avec le Twarde Pierniki Toruń, où il avait déjà joué entre 2009 et 2010.

## Palmarès
En club
- Vainqueur de la Supercoupe de Pologne en 2018

En sélection
- Vice-champion du monde -17 ans en 2010